# Château de Lignières (Cher)
Pour les articles homonymes, voir Château de Lignières.
Le château de Lignières est un château, situé sur la commune de Lignières (Cher), dans le département du Cher en France.

## Historique
Sainte Jeanne de France, fille de Louis XI, vécut 15 ans à Lignières[Quand ?].
L'actuel château de Lignières, classé monument historique (arrêté du 27 juin 1935) avec ses dépendances, la cour d’honneur, les douves, les bâtiments des communs et le parc, fut construit entre 1654 et 1660 à l'emplacement de l'ancien château-fort appartenant aux La Rochefoucauld, par François Le Vau, frère de Louis Le Vau, à l'initiative de Jérôme de Nouveau, surintendant général des Postes et Relais de France, qui avait acquis la place en 1653.
Le château appartient aujourd'hui au prince Sixte-Henri de Bourbon-Parme, qui l'a hérité de sa mère, Madeleine de Bourbon Busset.

## Architecture

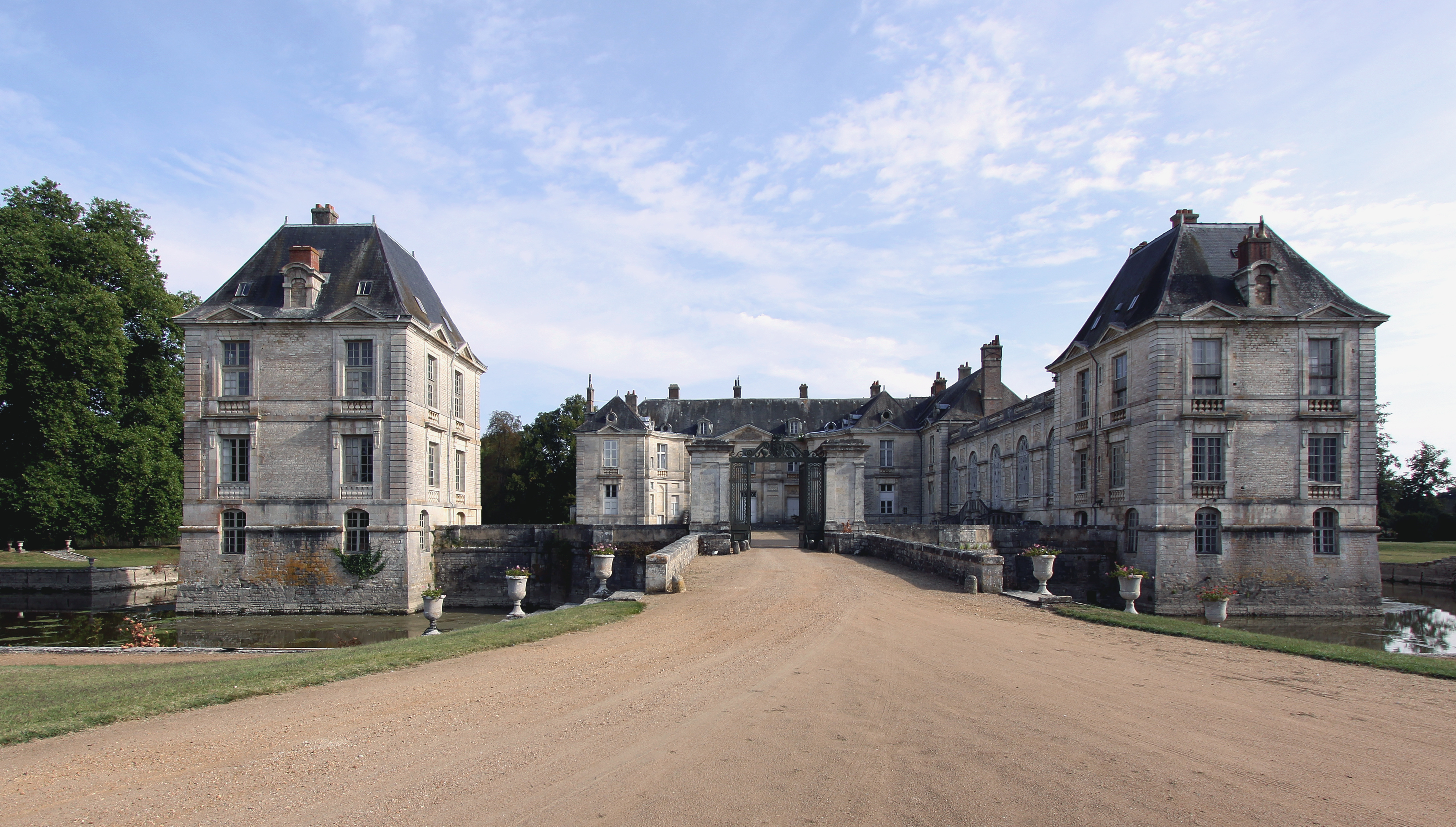
Château de Lignières.

Ce bâtiment est très représentatif du classicisme français ; il est plus sobre encore dans ce style que ne l'imaginait son concepteur, lequel avait prévu l'adjonction d'éléments décoratifs (statues, bustes, bas-reliefs, etc.) qui ne furent jamais installés.
Si pour l'essentiel le château correspond au bâtiment initial, certaines parties furent aménagées au cours des siècles, notamment la galerie, qui fut transformée en filature au XIXe siècle pour être reconstruite dans son état initial vers 1920[réf. souhaitée].

## Vie associative
Le château de Lignières est le siège de l'association François Le Vau à Lignières, qui œuvre, selon ses statuts, pour la promotion et la restauration des lieux.
L'état de décrépitude du lieu menaçant ruine est cependant de plus en plus préoccupant et va nécessiter des travaux d'urgence pour les toitures[réf. nécessaire].
Les architectes des Bâtiments de France et les collectivités territoriales semblent s’intéresser à nouveau à cette question et ont décidé d'entreprendre une restauration complète des toitures du château qui démarrera au printemps 2019.[réf. nécessaire] Ce bien privé n'est pas ouvert au public.